# Исаак Мангупский
Исаак (ср.-греч. Ισαάκιος, лат. Saichus, лат. Saicus, Исайко) — владетель (ср.-греч. αυθεντος) (князь) государства Феодоро, правивший приблизительно с 1465 года по 1475 год. Сын Алексея Старшего, известен устройством династического брака племянницы Марии с господарем Молдовы Стефаном III Великим и попыткой породниться с Иваном III — выдать дочь за сына московского царя. В отличие от отца, считавшего себя «господином города Феодоро и Помория», Исаак, согласно «эпитафии Влада» (считается, что это был присланный Стефаном III мажордом (советник) Исаака) на надгробной плите из Сучавы, титулован как «владетель Феодоро и Хазарии» (ср.-греч. αυθεντος Θεοδορον και τις Χαζαριας).

## Биография
Впервые имя нового правителя Феодоро (в крымских источниках оно писалось на латыни, как лат. Saichus, или лат. Saicus) появляется в генуэзских документах в 1465 году. В. Мыц, основываясь на двух строительных надписях 1440-х — 1460-х годов из Херсонеса, предполагает, что до этого, в 1445—1464 году, Исаак владел уделом на месте разрушенного Херсонеса и под его руководством там строился замок (укрепление) для внешней охраны порта Каламиты. Вероятно, дипломатическая миссия 1465 года в «Теодоро для переговоров с господином Саиком» Николо де Торилья о продолжении поставок в генуэзские колонии хлеба, связана со сменой властителя и необходимостью заключить (подтвердить) с новым князем договор о снабжении зерном.
Устоявшееся русское написание — Исаак выводится от встречающегося в русских источниках того времени имени «Исайко». Год рождения Исаака неизвестен, даже имя родителя не встречается в документах той поры. Валерий Степаненко высказывал предположение, что князь Исаак также мог быть сыном Алексея (а свергнутый в 1474 году Александром Исаак — уже сын старшего Исаака) Но пока историки придерживаются версии, что на Мангупе правил один Исаак, сын Алексея.
Вскоре после воцарения Исаака посетили два посла из Кафы — видимо, генуэзцы стремились подтвердить заключённые при Олобее договоры о совместной борьбе против османской угрозы. По версии Михаила Кизилова, в 1469 или 1470 году Исаак подписал мирный договор с генуэзцами. По мнению В. Л. Мыца, Исаак «обладал незаурядной дипломатической гибкостью». Принимая нетрадиционные решения в сложных ситуациях, правитель находил из них оптимальный для княжества выход. Неординарные личные качества сыграли главную роль в политическом признании его авторитета не только в Крыму, но и за его пределами. Небольшому государству удалось установить дипломатические связи с влиятельными державами Восточной и Западной Европы. Из толкования двух характерных литер — «Т» и «Ф» в монограммах Исаака историки делают вывод о его принадлежности к православному Братству Гроба Господня. В связи этим Виктор Мыц полагает, что полный титул мог выглядеть следующим образом: «Исаак Асан Палеолог, владетель Феодоро и Хазарии (или Поморья), член Братства Святого Гроба Господнего».
Судя по посланию Банка св. Георгия от 28 апреля 1470 года Крымский хан, власти Кафы и правитель Феодоро заключили некий договор о противодействии османской угрозе. В том же году Исаак лично отправился в Каффу (второй за 59 лет известный случай пребывания правителей Феодоро в Каффе — первым был Алексей старший в 1411 году), где заключил с оффициалами фактории договор «о вечном мире». После этого протекторы банка в письме уверяют Исаака в готовности защищать всеми имеющимися средствами «Ваше великолепие» (лат. vostra magnificentia). А уже через год в документе сообщается, что Кафа платит султану дань и протекторы банка просили власти Кафы уговорить «государя Теодоро» поступить так же. В. Мыц считает, что Исаак признал над собой сюзеренитет Мехмеда II и, по-видимому, выплачивал султану дань.
Письмо протекторов банка Исааку от 26 апреля 1471 года адресовано «нашему замечательному другу…» (лат. Magnifico amico nostro carissimo domino Saico, domino Teodoro). В нём князя благодарят за визит в Кафу для заключения союза.
Две каменные плиты с надписями, найденные в Херсонесе дают большую информацию об Исааке и его государстве. Из них следует, что Херсонес (в византийское время Херсон), точнее — то небольшое поселение, что оставалось от города, входил в состав Феодоро и был его самой западной точкой. Также эпиграфические памятники повествуют о некоем строительстве, которое вёл там князь.
Понимая опасность османского вторжения, в 1470-е годы Исаак, в поисках союзников, организовал в 1472 году династический брак дочери Марии с господарём Молдавии Стефаном III Великим. Также владетель пытался породниться с Иваном III — выдать свою дочь замуж за сына царя Ивана Молодого. Приехавший в Феодоро боярин Никита Беклемишев был принят Исааком и даже удостоился чести увидеть его дочь. Посредником при переговорах был каффинский еврей Ходжа Бикеш Кёккёз, известный в русских документах как «Хозя Кокос». Ему было поручено тайком узнать о том, сколько приданого мангупский князь собирался дать за невестой (в оригинале: «…что взятка с девкою, на колко тысяч золотых?»). Весной 1475 года в Крым отправилось новое посольство во главе с Алексеем Ивановичем Старковым с целью привезти в Москву невесту, но попасть на Мангуп не смогло, так как он находился в турецкой осаде
Ещё в 1474 году Исаак, пытаясь избежать османской агрессии, урегулировал отношения с Портой и признал султана Мехмеда II Завоевателя своим сюзереном с обязательной выплатой дани. Его брата Александра не устраивало такое положение, и он выехал (иногда пишут бежал) в Молдавию. Такая политика покорности не устраивала Стефана, создававшего антиосманскую коалицию. В начале 1475 года Стефан III, через посольство в Кафу, предлагал генуэзцам заключить союз против и султана, и Исаака.
Весной 1475 года господарь Молдавии отправил в Крым с отрядом 300 сицилийских наёмников брата Исаака Александра, захватил Феодоро и убил Исаака (господарь Стефан сообщал об этом в письме своим послам в Венгрии 20 июня 1475 года). А. Г. Герцен предлагает своё видение событий: анализируя письменные источники, собранные Васильевым, он считает, что Исаак внезапно умер весной 1475 года и на престол сел новый правитель, может быть, племянник Исаака (возможно, его звали Текур или Течур, также союзник турок). Прибывший в конце мая — начале июня Александр сверг проосманского правителя.

## В народных преданиях
В. Х. Кондараки в 1883 году в сборнике «В память столетия Крыма» опубликовал статью «Князь Исай. Последний владетель Мангупа в Крыму» с подзаголовком «исторический факт в народных преданиях». На основании каких преданий написан, в общем, художественный текст, из публикации не ясно. Довольно пространный рассказ изобилует бытовыми подробностями жизни «престарелого» владетеля Исаака, упоминаются его сын Андрей и дочь Екатерина, другие родственники. Есть в тексте и о взаимоотношениях с Менгли-Гиреем и генуэзцами. Рассказано о нашествии османов, обороне и падении города, пребывании князя с сыном в турецком плену, попытке их побега и казни. По той же легенде дочь князя Екатерину удалось вызволить из гарема, куда её определил султан и переправить через Чёрное море. Далее она добралась до Москвы, постриглась в монахини в одном из монастырей под именем Минодора и «умерла 24 лет от роду».